# Fehérképű füleskuvik
A fehérképű füleskuvik (Otus sagittatus) a madarak (Aves) osztályának a bagolyalakúak (Strigiformes) rendjéhez, ezen belül a bagolyfélék (Strigidae) családjához tartozó faj.

## Rendszerezése
A fajt John Cassin amerikai ornitológus írta le 1848-ben, az Ephialtes nembe Ephialtes sagittatus néven.

## Előfordulása
Maláj-félszigeten, Malajzia, Mianmar és Thaiföld területén honos, kóborlásai során eljut Tajvan szigetére is. Természetes élőhelyei a szubtrópusi és trópusi síkvidéki esőerdők. Állandó, nem vonuló faj.

## Megjelenése
Testhossza 28 centiméter, testtömege 110–140 gramm.

## Életmódja
Valószínűleg rovarokkal táplálkozik.

## Természetvédelmi helyzete
Az elterjedési területe nem nagy és az erdőirtások miatt csökken, egyedszáma 10 000 példány alatti és gyorsan csökken. A Természetvédelmi Világszövetség Vörös listáján sebezhető fajként szerepel.

## További információ
- Képek az interneten a fajról
- Internet Bird Collection - videók a fajról
- Xeno-canto.org - a faj hangja és elterjedési területe